# HEP Adria Cup 2020
HEP Adria Cup 2020 byl druhý ročník přípravného turnaje, který měl týmy prověřit před mistrovstvím světa v malém fotbale SOCCA 2020, které se ale neuskutečnilo kvůli pandemii covidu-19. Turnaj se konal v chorvatském hlavním městě Záhřeb v období od 29. do 30. srpna 2020. Účastnily se ho 4 týmy, které byly v jedné skupině a hrály systémem každý s každým. Na turnaji se představilo Chorvatsko, Brazílie, Lucembursko a výběr prvoligového futsalového týmu MNE Veruda. Turnaje se měl zúčastnit také slovinský celek, nahradil ho právě futsalový výběr Verudy. Zúčastnit se původně mělo i Maďarsko, ale bylo nahrazeno Brazílií. Turnaj vyhrál futsalový tým Verudy.

## Stadion
Turnaj se hrál na jednom stadionu v jednom hostitelském městě: NC Zlatna lopta (Záhřeb).

## Zápasy
Čas každého zápasu je uveden v lokálním čase.

#### Tabulka
| Tým         | Z | V | R | P | VG | IG | +/− | B |
| ----------- | - | - | - | - | -- | -- | --- | - |
| MNE Veruda  | 3 | 2 | 1 | 0 | 16 | 8  | +8  | 7 |
| Brazílie    | 3 | 2 | 0 | 1 | 13 | 8  | +5  | 6 |
| Chorvatsko  | 3 | 1 | 1 | 1 | 13 | 8  | +5  | 4 |
| Lucembursko | 3 | 0 | 0 | 3 | 5  | 23 | −18 | 0 |

MNE Veruda měla 8 bodů. 
| 29. srpna 2020 14:05                                                                                |       |                                                |                         |
| Chorvatsko                                                                                          | 9 : 2 | Lucembursko                                    | NC Zlatna lopta, Záhřeb |
| Ante Pavličević 7', 30' Tomislav Pleić 11', 16', 25' Danijel Jaman 32', 34', 34' Marko Pavlović 36' |       | Bob Hoffmann 19' Jose Paulo Barros Riberio 40' | NC Zlatna lopta, Záhřeb |

| 29. srpna 2020 20:55     |       | |                         |
| Lucembursko              | 1 : 7 | Brazílie | NC Zlatna lopta, Záhřeb |
| Jorge Elvis Dias Luz 32' |       | Matheus Dourado 4', 26' Lucas Fernandes dos Passos 14', 29', 31' Cleverson Rocha de Oliveira 19' Vinicius Muniz Riberio 39' | NC Zlatna lopta, Záhřeb |

| 29. srpna 2020 22:00                     |       |                                       |                         |
| Chorvatsko                               | 3 : 3 | MNE Veruda                            | NC Zlatna lopta, Záhřeb |
| Dominik Zeko 6', 33' Ante Pavličević 33' |       | Edi Ljubas 11', 40' Marin Katović 16' | NC Zlatna lopta, Záhřeb |

|                                          |       | Penaltový rozstřel                        |  |
| Bojan Vručina Dominik Zeko Josip Haluška | 1 : 2 | Edi Ljubas Elvir Husarić Marko Bilušković |  |

| 30. srpna 2020 13:00                                                           |       |                                                             |                         |
| MNE Veruda                                                                     | 6 : 3 | Brazílie                                                    | NC Zlatna lopta, Záhřeb |
| Elvir Husarić 15' Dean Moravac 22', 32' Antonio Gračić 27' Edi Ljubas 33', 40' |       | Lucas Fernandes dos Passos 28', 35' Deivid Santos Souza 38' | NC Zlatna lopta, Záhřeb |

Součástí programu byl ještě jeden zápas mezi Chorvatskem a Lucemburskem. Utkání se však do konečného bodování nezapočítávalo. 
| 30. srpna 2020 14:00 |       |             |                         |
| Chorvatsko | 8 : 0 | Lucembursko | NC Zlatna lopta, Záhřeb |
| Ante Pavličević 3' Marko Švagelj 11' Danijel Jaman 15' Filip Hanžić 18', 22' Camara Anssumane 30' (vl.) Bojan Vručina 40', 40' |       |             | NC Zlatna lopta, Záhřeb |

| 30. srpna 2020 19:45                          |       |                                                                         |                         |
| Lucembursko                                   | 2 : 7 | MNE Veruda                                                              | NC Zlatna lopta, Záhřeb |
| Jose Paulo Barros Riberio 8' Bob Hoffmann 24' |       | Dean Moravac 2' Marko Bilušković 13', 32' Edi Ljubas 18', 23', 29', 39' | NC Zlatna lopta, Záhřeb |

| 30. srpna 2020 21:00                                       |       |                   |                         |
| Brazílie                                                   | 3 : 1 | Chorvatsko        | NC Zlatna lopta, Záhřeb |
| Deivid Santos Souza 4', 32' Lucas Fernandes dos Passos 39' |       | Bojan Vručina 33' | NC Zlatna lopta, Záhřeb |